# Cotesia telengai
Cotesia telengai är en stekelart som först beskrevs av Vladimir Ivanovich Tobias 1972.  Cotesia telengai ingår i släktet Cotesia och familjen bracksteklar. Inga underarter finns listade i Catalogue of Life.